# Lageparameter (deskriptive Statistik)
Als Lageparameter oder Lagemaße bezeichnet man in der deskriptiven Statistik gewisse Kennzahlen beobachter Werte (Daten), die eine zentrale Tendenz des Datensatzes zum Ausdruck bringen. Im einfachsten Fall geben sie an, wo sich das Zentrum der Beobachtungswerte befindet, also in welchem Bereich sich ein großer Teil der Beobachtungswerte befindet. Typische Beispiele für Lageparameter sind das mittlere Einkommen und das durchschnittliche Einkommen bei Erhebungen des Einkommens.

## Definition
Im Folgenden wird davon ausgegangen, dass {\displaystyle x=(x_{1},\dots ,x_{n})\in \mathbb {R} ^{n}} reellwertige Beobachtungswerte vorliegen, die inhaltlich zu einer Variablen gehören. Dies können Messwerte sein. Es kann sich um Stichprobenwerte, als um realisierte Werte von Stichprobenvariablen handeln, es kann sich aber auch um Beobachtungswerte einer Gesamtheit handeln, die nicht als Stichprobe entstanden sind und auch nicht als Stichprobenwerte aufgefasst werden.
Manche Autoren fordern von einem Lageparameter {\displaystyle L:\mathbb {R} ^{n}\to \mathbb {R} } die sogenannte Verschiebungsäquivarianz. Ist {\displaystyle L(x)} ein Lageparameter und ist
{\displaystyle y=(x_{1}+a,x_{2}+a,\dots ,x_{n}+a)}
ein um den Wert {\displaystyle a} verschobener Datensatz, so soll
{\displaystyle L(y)=a+L(x)}
gelten. Eine Verschiebung der Daten um einen gewissen Wert resultiert also immer in einer Verschiebung des Lageparameters um diesen Wert. Nicht alle Parameter, die gängigerweise als Lageparameter bezeichnet werden, erfüllen diese Bedingung. Meist werden deshalb Lageparameter umschrieben als Kennzahlen, die eine zentrale Tendenz des Datensatzes zum Ausdruck bringen.

## Wichtige Lageparameter
Im Folgenden wird von Beobachtungswerten {\displaystyle (x_{1},\dots ,x_{n})}  mit {\displaystyle x_{i}\in \mathbb {R} } für {\displaystyle i=1,\dots ,n} ausgegangen, die durch einen reellwertigen Lageparameter charakterisiert werden.

### Modus
Der Modus oder Modalwert {\displaystyle D} der Beobachtungswerte ist derjenige Wert, der am häufigsten vorkommt. Kommen mehrere Werte gleich häufig vor, so werden sie alle als Modus bezeichnet, der Modus ist also nicht eindeutig. Man spricht dann von einer multimodalen Häufigkeitsverteilung. Der Modus existiert für beliebige Beobachtungswerte, da er sich im Gegensatz zu den anderen Lagemaßen schon definieren lässt, wenn nur eine Nominalskala gegeben ist.

### Median
Der Median, mit {\displaystyle {\tilde {x}}}, {\displaystyle {\tilde {x_{0{,}5}}}} oder {\displaystyle x_{med}} bezeichnet, ist derjenige Wert, der die Beobachtungswerte in zwei Hälften teilt:
- Eine Hälfte ist höchstens so groß wie der Median.
- Eine Hälfte ist mindestens so groß wie der Median.

Dazu werden die Beobachtungswerte {\displaystyle (x_{1},x_{2},\dots ,x_{n})} zuerst der Größe nach geordnet. Der geordnete Datensatz wird mit {\displaystyle (x_{(1)},x_{(2)},\dots ,x_{(n)})} bezeichnet. Somit ist {\displaystyle x_{(k)}} der {\displaystyle k}-größte Beobachtungswert. Der Median wird dann definiert als
{\displaystyle {\tilde {x}}={\begin{cases}x_{({\frac {n+1}{2}})}&{\text{ falls }}n{\text{ ungerade,}}\\{\frac {1}{2}}\left(x_{({\frac {n}{2}})}+x_{({\frac {n}{2}}+1)}\right)&{\text{ falls }}n{\text{ gerade.}}\end{cases}}}

### Arithmetisches Mittel
Das arithmetische Mittel, auch empirischer Mittelwert oder einfach kurz Mittelwert genannt und mit {\displaystyle {\bar {x}}} bezeichnet, ist die Summe der Merkmalswerte, geteilt durch die Anzahl der beobachteten Werte. Es ist also
{\displaystyle {\bar {x}}={\frac {1}{n}}\sum _{i=1}^{n}x_{i}\;.}
Nach Aggregation und dem Vorliegen der absoluten Häufigkeiten {\displaystyle F_{1},\dots ,F_{m}} für {\displaystyle m} verschiedene beobachtete Werte {\displaystyle a_{1},\dots ,a_{m}} (es gilt {\displaystyle m\leq n})  kann
{\displaystyle {\bar {x}}={\frac {1}{n}}\sum _{j=1}^{m}a_{j}F_{j}}
verwendet werden. Dabei ist {\displaystyle n} die Anzahl der beobachteten Werte, {\displaystyle i} der Index über alle beobachteten Werte, {\displaystyle j} ein  Index über die Menge beobachteten voneinander verschiedenen Beobachtungswerte. Mit den relativen Häufigkeiten {\displaystyle f_{j}=F_{j}/n} für {\displaystyle j=1,\dots ,m} gilt
{\displaystyle {\bar {x}}=\sum _{j=1}^{m}a_{j}f_{j}\;.}

## Beispiel
Es werden die Beobachtungswerte
{\displaystyle x=(10,1,3,1,9,8,9)}
betrachtet.
- Die Werte {\displaystyle 10}, {\displaystyle 3} und {\displaystyle 8} kommen je nur einmal vor, die Werte {\displaystyle 1} und {\displaystyle 9} zweimal. Kein Wert kommt öfter als zweimal vor. Damit sind die beiden Modi (Modalwerte)

{\displaystyle D_{1}=1} und {\displaystyle D_{2}=9}
- Zur Bestimmung des Medians sortiert man die Beobachtungswerte der Größe nach und erhält so

{\displaystyle s=(1,1,3,8,9,9,10)}
Es ist {\displaystyle n=7} ungerade, also nach der Definition
{\displaystyle {\tilde {x}}=x_{((7+1)/2)}=x_{(4)}=8}.
- Als arithmetisches Mittel erhält man

{\displaystyle {\bar {x}}={\frac {1}{7}}\left(10+1+3+1+9+8+9\right)={\frac {1}{7}}\cdot 41\approx 5{,}9}.
Zu den voneinander verschiedenen Beobachtungswerten {\displaystyle (10,1,3,9,8)} gehören die absoluten Häufigkeiten {\displaystyle (F_{1},\dots ,F_{5})=(1,2,1,2,1)} und die relativen Häufigkeiten {\displaystyle (f_{1},\dots ,f_{5})=(1/7,2/7,1/7,2/7,1/7)}. Damit ergibt sich das arithmetische Mittel mit den absoluten Häufigkeiten als
{\displaystyle {\bar {x}}={\frac {1}{7}}\left(1\cdot 10+2\cdot 1+1\cdot 3+2\cdot 9+1\cdot 8\right)}
und mit den relativen Häufigkeiten als
{\displaystyle {\bar {x}}={\frac {1}{7}}\cdot 10+{\frac {2}{7}}\cdot 1+{\frac {1}{7}}\cdot 3+{\frac {2}{7}}\cdot 9+{\frac {1}{7}}\cdot 8}.

## Eigenschaften

### Existenz
Vorteil des Modus ist, dass er stets existiert. So lässt sich auch bei Beobachtungswerten wie
{\displaystyle ({\text{Zebra}},{\text{Elefant}},{\text{Giraffe}},{\text{Zebra}})}
noch der Modus zu Zebra zu bestimmen. Die Bestimmung des Medians ist hier nicht sinnvoll, da keine klar definierte Ordnung gegeben ist. Noch unsinniger wäre die Bestimmung des arithmetischen Mittels, da unklar ist, was mit {\displaystyle {\text{Zebra}}+{\text{Giraffe}}} gemeint ist.
In Situationen, in denen eine Ordnungsstruktur gegeben ist, ist auch der Median definiert. Auch in solchen Situationen ist das arithmetische Mittel im Allgemeinen nicht definiert, da aus dem Vorhandensein von größer/kleiner-Relationen nicht folgt, dass addiert werden kann.

### Eindeutigkeit
Wie bereits im oberen Beispiel gezeigt wurde, ist der Modus im Allgemeinen nicht eindeutig. Im Gegensatz dazu ist der Median eindeutig, jedoch existieren in der Literatur leicht unterschiedliche Definitionen, welche aus verschiedenen pragmatischen Überlegungen entstammen. Daher kann bei Verwendung verschiedener Definitionen der Median auch verschiedene Werte annehmen.

### Robustheit
Der Median ist im Gegensatz zum arithmetischen Mittel robust. Dies bedeutet, dass er sich bei Änderungen der Beobachtungswerte in wenigen Werten – z. B. einzelnen Ausreißern – nur wenig verändert. Betrachtet man zum Beispiel die oben gegebenen Beobachtungswerte
{\displaystyle x=(10,1,3,1,9,8,9)},
so ist wie bereits gezeigt wurde {\displaystyle x_{med}=8} und {\displaystyle {\overline {x}}={\frac {41}{7}}\approx 5{,}9}. Betrachtet man nun die modifizierten Beobachtungswerte
{\displaystyle x'=(10,1,3,1,9,8,1000)},
bei denen nur ein Wert von 9 zu 1000 verändert wurde, so ergibt sich nach neuerlicher Berechnung für den Median immer noch {\displaystyle x'_{med}=8}, wohingegen für das arithmetische Mittel {\displaystyle {\overline {x}}'={\frac {1032}{7}}\approx 147} gilt. Der Ausreißer macht sich also beim arithmetischen Mittel stark bemerkbar, während er den Median nicht verändert.

## Weitere Lagemaße

### Bereichsmitte
Der arithmetische Mittelwert aus kleinstem und größtem Beobachtungswert ist die Bereichsmitte.

### Quartile und Quantile
Eng mit dem Median verwandt sind die sogenannten (p-)Quantile. Ein {\displaystyle p}-Quantil ist als diejenige Zahl definiert, so dass ein Anteil von {\displaystyle p}, also {\displaystyle p\cdot 100\,\%}, der Beobachtungswerte kleiner als das {\displaystyle p}-Quantil sind und ein Anteil von {\displaystyle 1-p}, also {\displaystyle (1-p)\cdot 100\,\%}, der Beobachtungswerte  größer sind als das {\displaystyle p}-Quantil. Somit ist der Median genau das {\displaystyle {\tfrac {1}{2}}}-Quantil.
Einige p-Quantile zu speziellen p-Werten tragen Eigennamen, zu ihnen zählen die Terzile, die Quartile, die Quintile, die Dezile und die Perzentile.

### Getrimmter Mittelwert
Der getrimmte Mittelwert entsteht, wenn man aus einem Datensatz einen gewissen Anteil der größten und der kleinsten Werte weglässt und aus den restlichen Daten das arithmetische Mittel bildet.

### Geometrisches Mittel
In einem weiteren Sinn zählt auch das geometrische Mittel zu den Lageparametern. Es ist definiert als die {\displaystyle n}-te Wurzel des Produktes positiver Beobachtungswerte {\displaystyle (x_{1},\dots ,x_{n})}, also
{\displaystyle x_{\text{geom}}={\sqrt[{n}]{x_{1}\cdot x_{2}\dotsm x_{n}}}\;.}

### Harmonisches Mittel
Ein weiterer Lageparameter ist das harmonische Mittel. Es ist gegeben als
{\displaystyle x_{\text{harm}}={\frac {n}{{\frac {1}{x_{1}}}+\dotsb +{\frac {1}{x_{n}}}}}}.

### Winsorisiertes Mittel und Lehmann-Hodges-Mittel
Weitere Lagemaße sind das sogenannte winsorisierte Mittel und das Lehmann-Hodges-Mittel.